# Henry Egmont
Henri Massé, dit Henry Egmont, né en 1810 à Paris, mort le 20 octobre 1863 à Strasbourg, est un journaliste, traducteur et conservateur français. Il est essentiellement connu pour sa traduction des Contes fantastiques d'Ernst Theodor Amadeus Hoffmann.

## Biographie
Engagé dans la vie littéraire dans les dernières années de la Restauration, il appartient au mouvement romantique et devient un ami de Gérard de Nerval, avec lequel il participe aux réunions de l'impasse du Doyenné. En 1836, il publie une traduction des Contes fantastiques d'Hoffmann en quatre volumes, considérée comme la meilleure de son époque, puis une autre, en deux volumes, en 1840.
Sous la Monarchie de Juillet, il s'engage dans le journalisme militant et devient l'un des principaux rédacteurs du Vert-Vert. Vers la fin de 1848, il quitte Paris pour Strasbourg, où il collabore au Courrier du Bas-Rhin et assure la chronique politique.
Souffrant des yeux, il ne peut plus assurer la charge de la rédaction d'un quotidien et, après deux ans de lutte, abandonne ses fonctions; il signe son dernier article le 16 décembre 1851. Abandonnant alors la politique pour les arts, il est nommé conservateur du Musée des beaux-arts de Strasbourg et devient le correspondant strasbourgeois de L'Illustration et de L'Artiste. En 1856, il crée à Strasbourg L'Écho du théâtre.
Après une longue maladie, il meurt à Strasbourg à l'âge de 53 ans.

## Traductions
- Contes fantastiques de E.T.A. Hoffmann (illustré par Camille Rogier), Paris, Béthune et Plon, 1836, 4 vol.
- Contes fantastiques d'E. T. A. Hoffmann, traduction nouvelle précèdée d'une notice sur la vie et les ouvrages de l'auteur (illustré par Camille Rogier), Paris, Perrotin, 1840, 4 tomes en 2 volumes